# VAW-121
121ème Escadron de commandement et de contrôle aéroporté
Le Carrier Airborne Command and Control Squadron 121 (CARAEWRON ONE TWO ONE ou VAW-121), connu sous le nom de "Bluetails", est un escadron d'alerte avancée de l'US Navy et de commandement aéroporté  basé  à la Naval Air Station Norfolk en Virginie. Créé en 1967, il est équipé du E-2 Hawkeye et affecté actuellement au Carrier Air Wing Seven à bord du porte-avions nucléaire USS Abraham Lincoln (CVN-72).

## Historique

### Origine

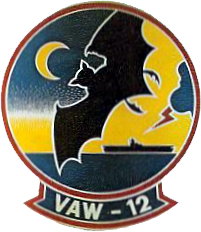
Insigne du VAW-12 Bats

Avec Les VAW-120, VAW-122 et VAW-123, le VAW-121 a été créé  le 1er avril 1967 à partir du "Super Escadron" VAW-12 établi le 6 juillet 1948. Jusque-là, le VAW-12 avait déployé des détachements de 4 avions pour accompagner les Carrier Air Wings.

### Années 1970

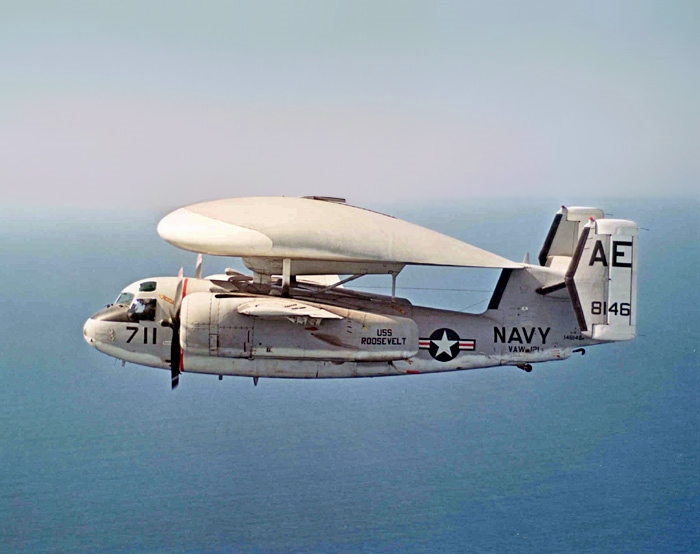
E-1B Tracer du VAW-121 en 1971

Contrairement aux autres VAW, le VAW-121 a piloté le E-1B Tracer jusqu'au milieu des années 1970. Cela était dû au fait qu'il y avait encore des porte-avions de l'US Navy qui n'étaient pas capables de recevoir le plus gros E-2 Hawkeye, principalement l'USS Franklin D. Roosevelt (CV-42) et les porte-avions de la classe Essex. Le VAW-121 fait un déploiement au sein du Carrier Air Wing Six avec l'USS Franklin D. Roosevelt en mer Méditerranée de septembre 1973 à mars 1974.
Puis le VAW-121 est équipé du E-2 Hawkeye. En 1979, il effectue son premier déploiement au sein du Carrier Air Wing Seven (CVW-7) sur l'USS Dwight D. Eisenhower nouvellement mis en service.

### Années 1980
Au cours de cette décennie, le VAW-121 réalise 7 déploiements avec le CVW-7 à bord de l'USS Dwight D. Eisenhower.

### Années 1990
Au cours de cette décennie, le VAW-121 réalise 5 déploiements avec le CVW-7 à bord de 3 porte-avions différents :
- 2 à bord de l'USS Dwight D. Eisenhower en Méditerranée (1990 et 1991-92)
- 2 à bord de l'USS George Washington (CVN-73) en Méditerranée (1994 et 1996)
- 1 à bord de l'USS John C. Stennis (CVN-74) dans le golfe Arabique (1998)

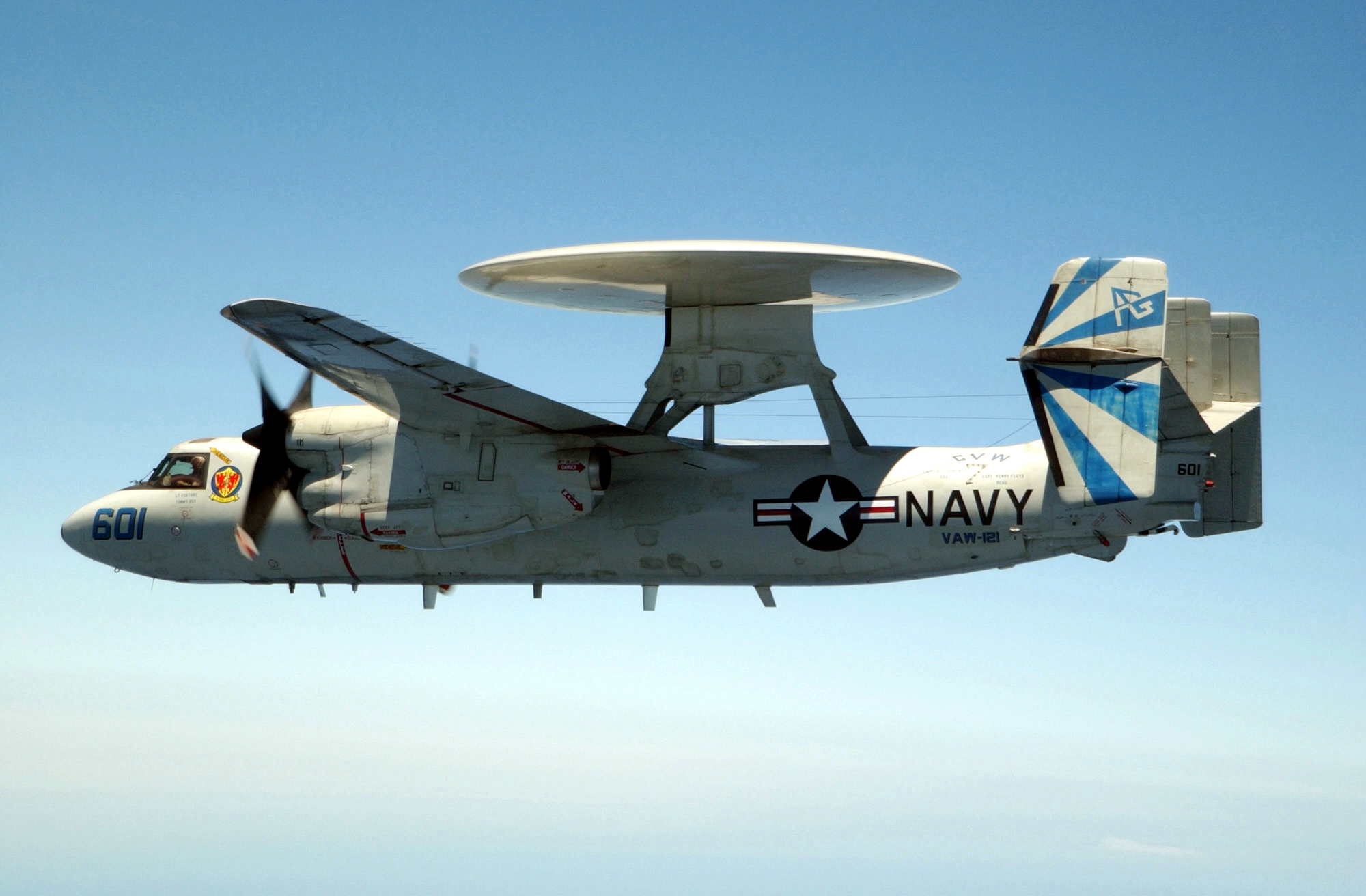
E-2C Skyhawk du VAW-121

EN 1990, le VAW-121 participe à l'appui de la phase initiale de l'Opération Bouclier du désert. En 1991, il participe à l'Opération Tempête du désert.
En février 1993, le VAW-121 a été déployé à la base aérienne Howard (Panama) fournissant une surveillance aéroportée pour aider à endiguer le flux de drogue dans la région de l'Amérique centrale. En 1994, il participe à la commémoration du 50ème anniversaire de la Bataille de Normandie ainsi qu'un appui à l'Opération Deny Flight au-dessus de la Bosnie-Herzégovine et à l'Opération Southern Watch au-dessus de l'Irak.
En 1996, le vAW-121 soutien l'Opération Decisive Endeavour au-dessus de la Bosnie-Herzégovine et l'Opération Southern Watch au-dessus de l'Irak. En 1998, l'escadron s'est déployé à bord de l'USS John C. Stennis  pour un tour du monde et à l'appui de l'Opération Southern Watch.

### Années 2000
Lors de cette décennie, le VAW-121 réalise 4 déploiements au sein du CVW-7 sur 3 porte-avions différents :
- 2 à bord de l'USS Dwight D. Eisenhower en Méditerranée (2000 et 2009)
- 1 à bord de l'USS John F. Kennedy (CV-67) en Méditerranée (2002)
- 1 à bord de l'USS George Washington (CVN-73) en Méditerranée (2004)

Le VAW-121 effectue aussi 2 déploiements  au sein du Carrier Air Wing Seventeen (CVW-17) à bord de l'USS George Washington (2006 et 2008).
En mai 2006, l'escadron et le reste du groupement tactique ont mené une formation avec la marine nationale colombienne. L'exercice faisait partie du "Partenariat des Amériques".

### Années 2010

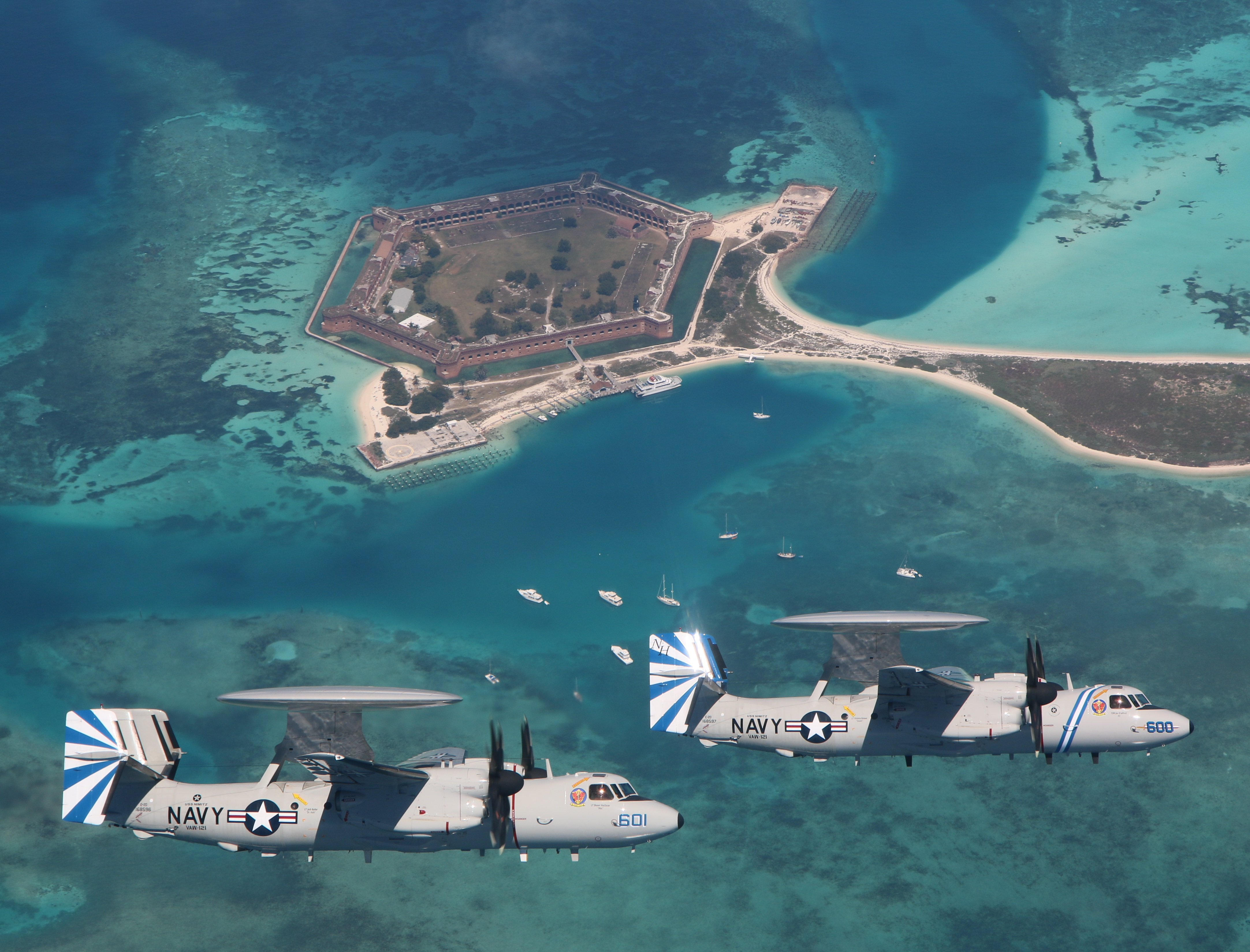
Deux E-2D Skyhawk de VAW-121 au-dessus de Fort Jefferson en 2015

Durant cette décennie, le VAW-121 effectue 4 déploiements au sein du CVW-7 ; 3 à bord de l'USS Dwight D. Eisenhower en Méditerranée (2010,2012 et 2013) et 1 à bord de l'USS Abraham Lincoln (CVN-72) en 1919-20.
L'escadron a commencé à utiliser son premier avion E-2D Advanced Hawkeye en 2014, mettant fin à 37 ans d'exploitation du E-2C Hawkeye.
Le VAW-121 effectue aussi une mission au sein du Carrier Air Wing Eleven (CVW-11) sur l'USS Nimitz (CNV-68) dans l'océan Pacifique pour le 5ème et 7ème Flotte en 2017.